# Monte Ayalu
Monte Ayalu es un estratovolcán aislado y riolítico en el este de Etiopía. Está ubicado en la Zona Administrativa 3 de la región de Afar, cerca de la orilla oriental del río Awash, esta montaña tiene una latitud y longitud de 10°5′N 40°42′E y una altitud de 2.145 metros.
Wilfred Thesiger describe su ascenso al monte Ayalu en 1933. Señala que en esta montaña se realizaban peregrinaciones anuales de los miembros del pueblo Afar, que viajaron desde lugares tan lejanos como Daoe y Aussa con el fin de subir a la cima en la que iba a rezar por la buena salud y éxito en la guerra.